# Альмазио, Франческо
Франческо Альмазио (итал. Francesco Almasio; 1806 — 14 ноября 1871, Милан) — итальянский органист и композитор.
Служил органистом в миланской церкви Сан-Феделе, исполнял партии органа (фисгармонии) в оперных постановках театра Ла Скала. В 1846 г. стал первым профессором органа в Миланской консерватории и преподавал в ней до конца жизни. Автор хоровой и органной духовной музыки, фортепианных пьес. В наибольшей степени известен Симфонией для органа на темы из оперы Верди «Сила судьбы» (1862). Среди других заметных работ Альмазио — транскрипция для голоса и органа Реквиема Гаэтано Доницетти.
Отдельные произведения Альмазио записаны органистами Артуро Саккетти и Джанкарло Пароди.

## Работы
- Introzione e polacca: для фортепиано // составлено Франческо Альмасио. Милан: Джованни Рикорди, [1860-1890]. Монография - op. 24;
- All'Egregio Sig. M  Полибио Фумагалли // Тантум Эрго Бреве г. [1861-1890]. Монография - op. 32. [5].